# Чемпионат России по женской борьбе 2023
Чемпионат России по женской борьбе 2023 года прошёл 20-24 июня в Каспийске (Дагестан) во дворце спорта имени Али Алиева. 

## История проведения
В марте 2023 года стало известно, что чемпионат России по женской борьбе пройдёт совместно с чемпионатом России по вольной борьбе. Кандидатуру проведения чемпионата России в Дагестане предложил Омар Муртузалиев — первый вице-президент Федерации спортивной борьбы России, заслуженный тренер России, бизнесмен и меценат, в честь 100-летия рождения Расула Гамзатова. Ранее чемпионат России в Каспийске проводился в 2017 году. 18 мая 2023 года стало известно, что начало чемпионата перенесли с 13 на 19 июня. 16 июня 2023 года на пресс-конференции в Махачкале было объявлено, что 20 июня 2023 года первый день турнира.

## Организация проведения соревнований
14 июня 2023 года в первый же день онлайн-продажи билетов их было реализовано более двух тысяч. Цена одного билета на любой ряд и место на каждый день соревнований — 200 рублей. Билеты также можно приобрести в кассах стадиона «Труд» им. Елены Исинбаевой в Махачкале и в кинотеатре «Москва» в Каспийске. Также будут организованы фан-зоны для болельщиков на стадионе «Труд» в Махачкале и на территории «Анжи-Арены» в Каспийске, где на больших экранах можно будет смотреть прямую трансляцию с чемпионата. Кроме того, планируется провести онлайн-трансляция в интернете. С 29 мая 2023 года по 15 июня 2023 года была открыта регистрация СМИ на объединенные чемпионаты России. 19 июня 2023 за один день до начала чемпионата в Каспийске Федерация спортивной борьбы России  совместно с ФГБУ «Центром спортивной подготовки» сборных команд России провели антидопинговый семинар для тренеров и иного персонала спортсменов.

## Спортивные сооружения
Чемпионат России прошёл в 5-тысячном Дворце спорта имени Али Алиева, открытом в 2011 году. Крупнейший спорткомплекс на Северном Кавказе уже принимал Кубок мира по вольной борьбе в 2011 году, чемпионат Европы по борьбе 2018 года, также Чемпионат России по женской борьбе 2017 года, дворец спорта является постоянным местом проведения Международного турнира имени Али Алиева. Общая площадь современного многофункционального спортивного комплекса составляет 17 тысяч квадратных метров. Вместимость сооружения — 5,5 тыс. посадочных мест с возможностью расширения до шести тысяч.

## Призовой фонд
Общий призовой фонд чемпионата России по женской борьбе составит 7 500 000 рублей – по 750 000 рублей в каждой из 10 весовых категорий. Чемпионы России помимо эксклюзивных поясов победителя получат по 250 000 рублей, тренеры победителя получат по 150 000 рублей. Финалист турнира получит 150 000 рублей, обладателей бронзовых медалей премируют 100 000 рублями.

## Участники соревнований
Всего на турнире по женской борьбе планируется участие 183 спортсменок. На совместном с мужским турниром на чемпионате России по мужской и женской борьбе в общем выступят выступят более 600 спортсменов из 45 субъектов России, ожидается порядка 900 гостей объединённых чемпионатов. В команду-хозяйку турнира — сборную Дагестана на чемпионате России вошли 11 борцов, Хакасию представят 6 спортсменок, Чувашию представят 7 спортсменок, у Якутии 6 представительниц, у Тюменской области две спортсменки.

## Расписание соревнований[17]
| К | Квалификация | У | Утешительные схватки | П | Полуфиналы | Ф | Финалы |

| Вольная борьба (женщины)   |   |   |   |   |   |   |   |   |   |   |
| весовая категория до 50 кг | К | П | У | Ф |   |   |   |   |   |   |
| весовая категория до 53 кг |   |   |   |   |   |   | К | П | У | Ф |
| весовая категория до 55 кг | К | П | У | Ф |   |   |   |   |   |   |
| весовая категория до 57 кг |   |   | К | П | У | Ф |   |   |   |   |
| весовая категория до 59 кг | К | П | У | Ф |   |   |   |   |   |   |
| весовая категория до 62 кг |   |   | К | П | У | Ф |   |   |   |   |
| весовая категория до 65 кг |   |   |   |   | К | П | У | Ф |   |   |
| весовая категория до 68 кг |   |   |   |   | К | П | У | Ф |   |   |
| весовая категория до 72 кг |   |   |   |   |   |   | К | П | У | Ф |
| весовая категория до 76 кг |   |   |   |   |   |   | К | П | У | Ф |

## Медалистки
| Весовая категория | Золото                                 | Серебро                                     | Бронза                                                                                     |
| ----------------- | -------------------------------------- | ------------------------------------------- | ------------------------------------------------------------------------------------------ |
| До 50 кг          | Полина Лукина · Ростовская область     | Елизавета Смирнова · Дагестан               | Надежда Соколова · Новгородская область Мария Тюмерекова · Кемеровская область             |
| До 53 кг          | Наталья Малышева · Хакасия             | Анжелика Ветошкина · Санкт-Петербург        | Милана Дадашева · Дагестан Екатерина Вербина · Дагестан                                    |
| До 55 кг          | Екатерина Полещук · Краснодарский край | Ирина Ологонова · Бурятия                   | Александра Скиренко · Краснодарский край Екатерина Исакова · Красноярский край             |
| До 57 кг          | Ольга Хорошавцева · Красноярский край  | Марина Симонян · Ростовская область         | Севиль Назарова · Якутия Кристина Михнева · Севастополь                                    |
| До 59 кг          | Жаргалма Цыремпилова · Бурятия         | Зельфира Садраддинова · Кемеровская область | Анастасия Сидельникова · Кемеровская область Александра Андреева · Калининградская область |
| До 62 кг          | Алина Касабиева · Крым                 | Светлана Липатова · Татарстан               | Алёна Тимофеева · Чувашия Алина Рыбкина · Санкт-Петербург                                  |
| До 65 кг          | Валерия Дондупова · Бурятия            | Екатерина Кошкина · Татарстан               | Кристина Братчикова · Краснодарский край Динара Кудаева · Красноярский край                |
| До 68 кг          | Ханум Велиева · Красноярский край      | Ксения Буракова · Дагестан                  | Вусала Парфианович · Московская область Анастасия Парохина · Сахалинская область           |
| До 72 кг          | Марина Суровцева · Санкт-Петербург     | Валентина Тохтоева · Иркутская область      | Валерия Трифонова · Красноярский край Лилиана Рожина · Якутия                              |
| До 76 кг          | Екатерина Букина · Московская область  | Рита Талисманова · Москва                   | Мария Силина · Краснодарский край Кристина Шумова · Красноярский край                      |